# Mikael Holm
Nils Erik Mikael Holm (ur. 8 października 1968 w Sztokholmie) – szwedzki saneczkarz, czterokrotny olimpijczyk.

## Życiorys
Czterokrotnie wystąpił na igrzyskach olimpijskich, zawsze w konkurencji jedynek. Zajmował następujące miejsca: 1988 w Calgary – 20. miejsce; 1992 w Albertville – 14. miejsce; 1994 w Lillehammer – 12. miejsce i 1998 w Nagano – 11. miejsce.

## Rodzina
Jego starszy brat Kenneth również był saneczkarzem, uczestnikiem igrzysk olimpijskich w 1980 w Lake Placid.